# Chazelles-sur-Lyon
Pour les articles homonymes, voir Chazelles et Lyon (homonymie).
Chazelles-sur-Lyon est une commune française située dans le département de la Loire en région Auvergne-Rhône-Alpes.

## Géographie
Chazelles-sur-Lyon est située à 28 km de Montbrison, sa sous-préfecture, et à 33 km de sa préfecture, Saint-Étienne.
La commune de Chazelles-sur-Lyon est proche de la rivière Coise.
Communes limitrophes :

### Climat
Pour des articles plus généraux, voir Climat d'Auvergne-Rhône-Alpes et Climat de la Loire.
En 2010, le climat de la commune est de type climat des marges montargnardes, selon une étude du Centre national de la recherche scientifique s'appuyant sur une série de données couvrant la période 1971-2000. En 2020, Météo-France publie une typologie des climats de la France métropolitaine dans laquelle la commune est exposée à un climat de montagne ou de marges de montagne et est dans la région climatique Nord-est du Massif Central, caractérisée par une pluviométrie annuelle de 800 à 1 200 mm, bien répartie dans l’année.
Pour la période 1971-2000, la température annuelle moyenne est de 9,9 °C, avec une amplitude thermique annuelle de 16,4 °C. Le cumul annuel moyen de précipitations est de 802 mm, avec 9,2 jours de précipitations en janvier et 7,2 jours en juillet. Pour la période 1991-2020, la température moyenne annuelle observée sur la station météorologique installée sur la commune est de 10,6 °C et le cumul annuel moyen de précipitations est de 764,0 mm,. Pour l'avenir, les paramètres climatiques de la commune estimés pour 2050 selon différents scénarios d'émission de gaz à effet de serre sont consultables sur un site dédié publié par Météo-France en novembre 2022.
| Mois                                  | jan.           | fév.             | mars          | avril           | mai             | juin           | jui.            | août          | sep.            | oct.          | nov.            | déc.             | année     |
| ------------------------------------- | -------------- | ---------------- | ------------- | --------------- | --------------- | -------------- | --------------- | ------------- | --------------- | ------------- | --------------- | ---------------- | --------- |
| Température minimale moyenne (°C)     | −0,7           | −0,7             | 1,8           | 4,4             | 8,2             | 11,9           | 13,8            | 13,6          | 10              | 7,1           | 2,8             | 0,1              | 6         |
| Température moyenne (°C)              | 2,6            | 3,2              | 6,6           | 9,5             | 13,4            | 17,4           | 19,5            | 19,4          | 15,2            | 11,3          | 6,3             | 3,3              | 10,6      |
| Température maximale moyenne (°C)     | 5,9            | 7,1              | 11,3          | 14,6            | 18,6            | 22,9           | 25,2            | 25,1          | 20,4            | 15,5          | 9,8             | 6,6              | 15,3      |
| Record de froid (°C) date du record   | −19 16.01.1985 | −18,9 02.02.1963 | −16 01.03.05  | −6,2 10.04.1977 | −2,2 01.05.1962 | 0,5 03.06.1962 | 3,7 01.07.1962  | 2 26.08.1966  | 0 27.09.1972    | −5,5 25.10.03 | −9,1 21.11.1998 | −16,2 25.12.1962 | −19 1985  |
| Record de chaleur (°C) date du record | 19 01.01.22    | 23,5 25.02.1990  | 26 22.03.1990 | 27,1 21.04.1968 | 31,5 13.05.15   | 35,9 18.06.22  | 39,4 31.07.1983 | 39,2 24.08.23 | 34,2 14.09.1987 | 30,3 02.10.23 | 23 01.11.14     | 19 18.12.1987    | 39,4 1983 |
| Précipitations (mm)                   | 41,5           | 34,9             | 37,1          | 56,9            | 82,1            | 84,9           | 76              | 75,2          | 70,5            | 81,2          | 78,2            | 45,5             | 764       |

## Urbanisme

### Typologie
Au 1er janvier 2024, Chazelles-sur-Lyon est catégorisée bourg rural, selon la nouvelle grille communale de densité à sept niveaux définie par l'Insee en 2022.
Elle appartient à l'unité urbaine de Chazelles-sur-Lyon, une agglomération inter-départementale regroupant deux  communes, dont elle est ville-centre,,. Par ailleurs la commune fait partie de l'aire d'attraction de Chazelles-sur-Lyon, dont elle est la commune-centre,. Cette aire, qui regroupe 2 communes, est catégorisée dans les aires de moins de 50 000 habitants,.

### Occupation des sols
L'occupation des sols de la commune, telle qu'elle ressort de la base de données européenne d’occupation biophysique des sols Corine Land Cover (CLC), est marquée par l'importance des territoires agricoles (77,3 % en 2018), en diminution par rapport à 1990 (79,7 %). La répartition détaillée en 2018 est la suivante : 
prairies (46,2 %), zones agricoles hétérogènes (24,9 %), forêts (11,8 %), zones urbanisées (11 %), terres arables (6,2 %). L'évolution de l’occupation des sols de la commune et de ses infrastructures peut être observée sur les différentes représentations cartographiques du territoire : la carte de Cassini (XVIIIe siècle), la carte d'état-major (1820-1866) et les cartes ou photos aériennes de l'IGN pour la période actuelle (1950 à aujourd'hui).

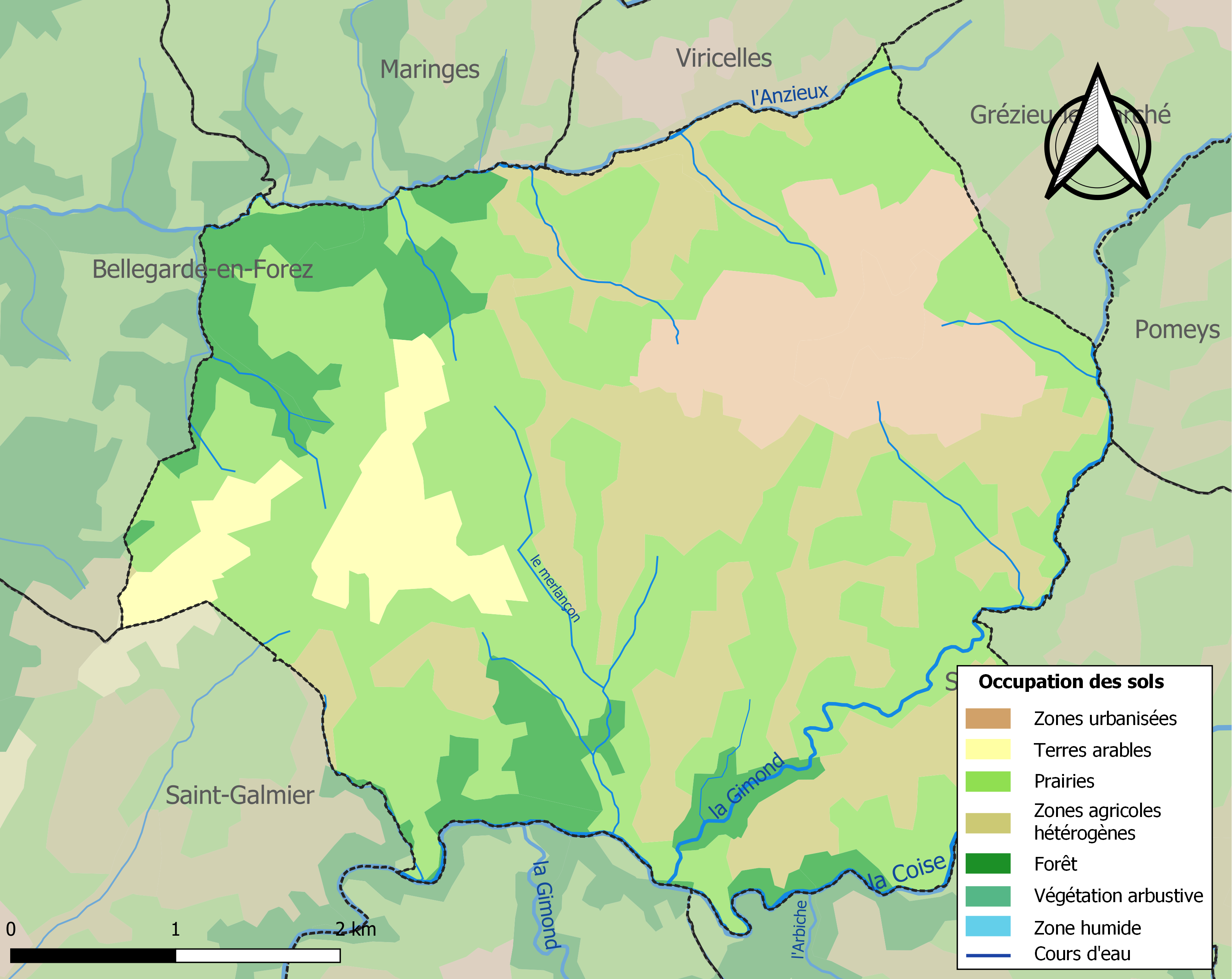
Carte des infrastructures et de l'occupation des sols de la commune en 2018 (CLC).

## Histoire
Il existait à Chazelle-sur-Lyon une paroisse de l'église de Saint-Romain-le-Vieux dépendant de l'Île Barbe, plus ancienne que l'église Notre-Dame actuelle et disparue au XIIIe siècle. J.-E. Dufour l'a formellement localisée à l'emplacement du hameau la Tour.
En 1889, le tramway circule pour la première fois entre les gares de Viricelles-Chazelles et de Saint-Symphorien-sur-Coise (séparées de 5 kilomètres). Il a assuré le service de 1899 à 1933, en transportant une moyenne annuelle de 100 000 voyageurs, et 15 000 tonnes de marchandises dans les années fastes, avant d’être définitivement fermé.
En 1943, les Allemands installèrent à quelques kilomètres du bourg l'une des plus importantes stations de radars du sud de la France (dénommée « Falter » et consistant en deux bases distinctes éloignées de deux kilomètres, l'une au hameau de La Mornandière et l'autre au lieu-dit La Quinardière). Des installations (deux radars de grande détection de type Freya pour le premier site, deux radars de précision de type Würzburg pour le second) que l'occupant dynamita dans son repli, au petit matin du 21 août 1944.

### Les Hospitaliers
Guy II, comte du Forez, céda ses droits sur Chazelles en Forez, en 1148, aux Hospitaliers de l'ordre de Saint-Jean de Jérusalem. Ceux-ci donnèrent le nom de Chazelles-sur-Lyon à la commune, et apportèrent, d’après la légende, la technique du feutre (amalgame de poils liés par foulage).

## Blasonnement
|  | Les armoiries de Chazelles-sur-Lyon se blasonnent ainsi : De gueules à la (burelle abaissée d’argent, supportant une) tour d'argent, maçonnée, ajourée et ouverte de sable, au lion d’or couché au pied de la tour et brochant sur le tout. |

## Politique et administration

### Liste des maires
| Période                                  | Période                   | Identité                                      | Étiquette     | Qualité                                                        |
| ---------------------------------------- | ------------------------- | --------------------------------------------- | ------------- | -------------------------------------------------------------- |
| 1909                                     | 1919                      | Eugène Provot                                 |               |                                                                |
| 1919                                     | 1941                      | Étienne Peronnet                              |               |                                                                |
| 1941                                     | 1944                      | Max Fléchet                                   |               |                                                                |
| 1944                                     | 1947                      | Armand Bazin                                  | Rad.          |                                                                |
| 1947                                     | mars 1959                 | Max Fléchet                                   | CNI           | Industriel Sénateur (1948-1965) Conseiller général (1945-1967) |
| mars 1959                                | mars 1983                 | Armand Bazin                                  | Rad. puis DVG | Conseiller général (1967-1985)                                 |
| mars 1983                                | mars 1989                 | Gérard Seux                                   | RPR           | Conseiller général (1985-1992)                                 |
| mars 1989                                | juin 1995                 | Jean-Paul Auberger                            |               |                                                                |
| juin 1995                                | janvier 2000              | Jean Bouthéon                                 |               |                                                                |
| janvier 2000                             | mars 2008                 | Marguerite Lacroix                            | DVD           |                                                                |
| mars 2008                                | En cours (au 26 mai 2020) | Pierre Véricel Réélu pour le mandat 2020-2026 | LR puis DVD   | Artisan Conseiller départemental                               |
| Les données manquantes sont à compléter. |                           |                                               |               |                                                                |

## Démographie
L'évolution du nombre d'habitants est connue à travers les recensements de la population effectués dans la commune depuis 1793. Pour les communes de moins de 10 000 habitants, une enquête de recensement portant sur toute la population est réalisée tous les cinq ans, les populations de référence des années intermédiaires étant quant à elles estimées par interpolation ou extrapolation. Pour la commune, le premier recensement exhaustif entrant dans le cadre du nouveau dispositif a été réalisé en 2007.

En 2022, la commune comptait 5 507 habitants, en évolution de +4,14 % par rapport à 2016 (Loire : +1,32 %, France hors Mayotte : +2,11 %).
| 1793  | 1800  | 1806  | 1821  | 1831  | 1836  | 1841  | 1846  | 1851  |
| ----- | ----- | ----- | ----- | ----- | ----- | ----- | ----- | ----- |
| 2 400 | 2 364 | 3 017 | 3 071 | 3 079 | 2 822 | 3 011 | 3 086 | 3 272 |

| 1856  | 1861  | 1866  | 1872  | 1876  | 1881  | 1886  | 1891  | 1896  |
| ----- | ----- | ----- | ----- | ----- | ----- | ----- | ----- | ----- |
| 4 011 | 5 332 | 5 688 | 5 870 | 5 915 | 6 017 | 5 567 | 5 461 | 5 607 |

| 1901  | 1906  | 1911  | 1921  | 1926  | 1931  | 1936  | 1946  | 1954  |
| ----- | ----- | ----- | ----- | ----- | ----- | ----- | ----- | ----- |
| 5 727 | 6 090 | 6 041 | 5 425 | 5 774 | 6 008 | 6 003 | 6 108 | 5 902 |

| 1962  | 1968  | 1975  | 1982  | 1990  | 1999  | 2006  | 2007  | 2012  |
| ----- | ----- | ----- | ----- | ----- | ----- | ----- | ----- | ----- |
| 5 717 | 5 546 | 5 360 | 5 021 | 4 895 | 4 801 | 5 041 | 5 074 | 5 137 |

| 2017  | 2022  | - | - | - | - | - | - | - |
| ----- | ----- | - | - | - | - | - | - | - |
| 5 357 | 5 507 | - | - | - | - | - | - | - |

## Personnalités liées à la commune
- Jacques Pernetti (1696-1777), chanoine, prêtre, historiographe de Lyon, né à Chazelles-sur-Lyon.
- Alexandre Séon (1855-1917), peintre symboliste, élève d'Henri Lehmann et de Pierre Puvis de Chavannes, né à Chazelles-sur-Lyon.
- Bénédicte Bouteille alias Berthe Rasimi (1870-1954), créatrice de costumes et directrice de théâtre, née à Chazelles-sur-Lyon.
- Alfred Vernay (1877-1950), homme politique, journaliste, né à Chazelles-sur-Lyon.
- Alain Rousset (1951-), homme politique, né à Chazelles-sur-Lyon.
- Gilles Viricel (1966-), cavalier, médaille d'argent par équipe aux Championnats d'Europe de concours complet d'équitation de 2005, né à Chazelles-sur-Lyon.

## Culture locale et patrimoine

### Lieux et monuments
- Église Saint-Michel de Chazelles-sur-Lyon.

#### Atelier-Musée du Chapeau

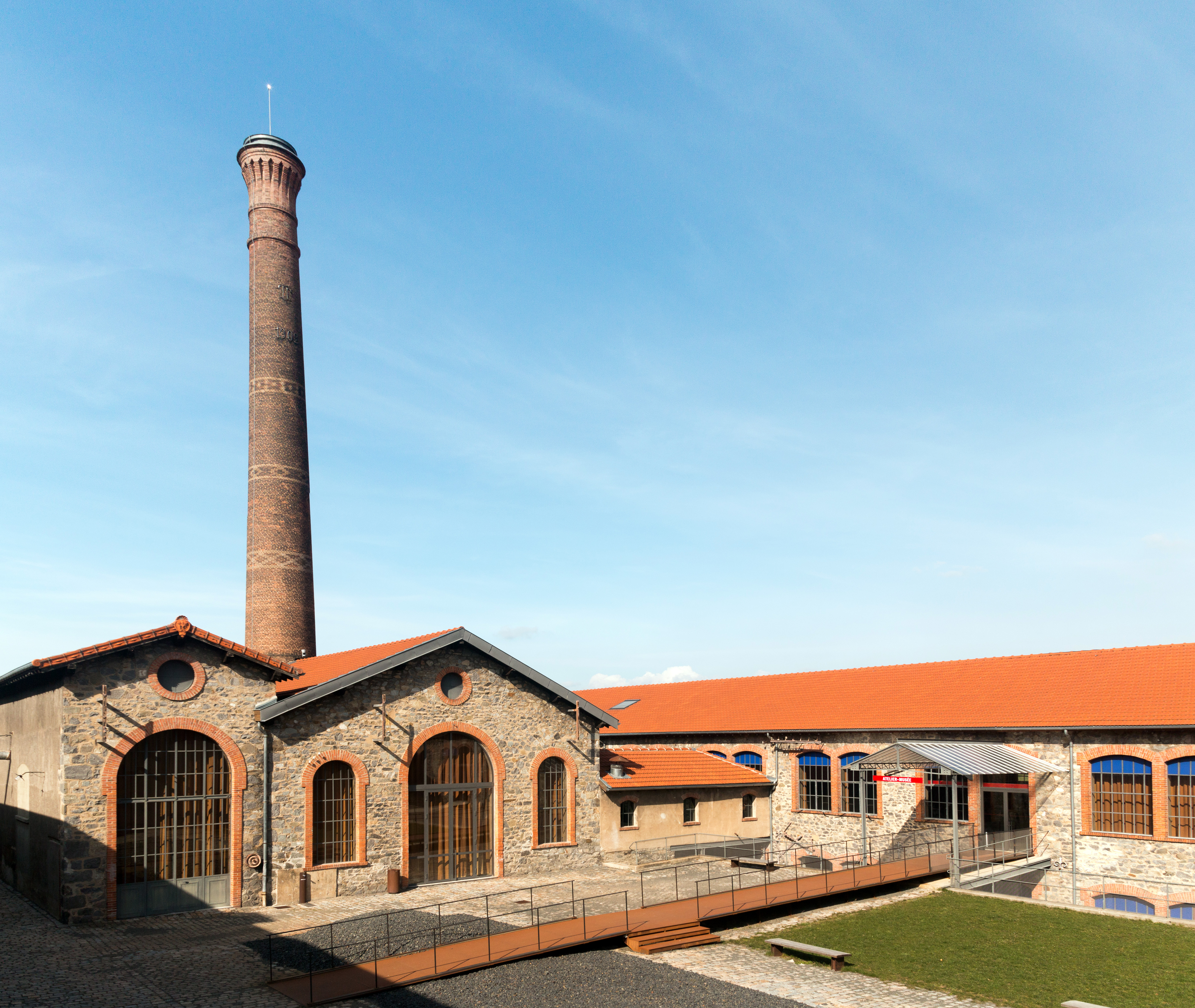
La Chapellerie.

Un atelier musée du chapeau est ouvert depuis 1983 dans une ancienne fabrique, dans la commune. Cet atelier-musée est le seul en France qui travaille le chapeau de feutre de poil. Cette fabrication a fait la renommée de Chazelles-sur-Lyon à la fin du XIXe siècle et dans la 1re moitié du XXe siècle. Cette industrie employait alors 2 500 ouvriers dans plus de 20 usines, dont quelques cheminées restantes rappellent l'importance.
L'Atelier-Musée est labellisé Musée de France. Il présente le processus de fabrication via des visites guidées, des vidéos, des animations, des machines en fonctionnement, des démonstrations de mise en forme du chapeau, des stages de loisirs créatifs; une galerie de coiffures du XVIIIe siècle à nos jours, avec des modèles de grands couturiers ou modistes comme Christian Dior, Nina Ricci, Paco Rabanne, Pierre Cardin, Hermès, Jacques Pinturier ; des chapeaux de célébrités : Grace Kelly, Fernandel, François Mitterrand, Fellag, Marc Veyrat ; un atelier de production et un centre de formation dont les chapeaux sont en vente à la boutique; enfin, une biennale des Arts du Chapeau.
L'ouverture du nouveau musée a eu lieu le 7 avril 2013 : il a été  transféré à "La Chapellerie", nom officiel donné au site d'une ancienne usine de chapeaux de feutre de poils de lapin, l'usine Fléchet, datant de 1902, aujourd'hui inscrite à l'inventaire supplémentaire des monuments historiques. La restauration du bâtiment par le cabinet d'architectes Vurpas (Lyon) ; la muséographie, entièrement repensée ; le déploiement du centre de formation et de l'atelier de production ; l'installation sur place d'une résidence de créateurs de mode et d'un restaurant : tous ces éléments font du lieu un pôle attractif capital pour le territoire, et ouvert au national comme à l'international.
À l'été 2023, un spectacle gratuit son et lumière, la Région des Lumières, projeté sur la façade du musée, a retracé l'histoire de l'usine et de l'industrie textile dans la Loire.

### Espaces verts et fleurissement
En 2014, la commune obtient le niveau « une fleur » au concours des villes et villages fleuris.

### Sports
En 2023, Chazelles-sur-Lyon est labellisée ville active et sportive. Cette même année, elle obtient le label « Terre de jeux Paris 2024 », lui permettant d'organiser différents projets sportifs et ludiques en lien direct avec les Jeux. Ce label, géré par le Comité d'organisation des Jeux olympiques et paralympiques Paris 2024, valorise les collectivités territoriales qui œuvrent pour une pratique du sport plus développée et inclusive.